# Miro van Gallaecia
Miro was koning van de Sueben in Gallaecia (het huidige Galicië) van 570 tot 583.
Zijn regeerperiode lang leefde hij in conflict met Leovigild, koning van de Visigoten. Leovigild was een ariaan, Miro beleed de Chalcedonische geloofsbelijdenis. Een goede vriend van Miro was aartsbisschop Martinus van Braga.
Miro stierf bij de voorbereiding om de belegering van Sevilla door Leovigild op te heffen. Hij werd opgevolgd door zijn zoon Eboric.